# George Gershwin
George Gershwin   (Brooklyn, 26 de setembre de 1898 - Hollywood, 11 de juliol de 1937) fou un compositor i pianista estatunidenc. Nasqué a Brooklyn com a Jacob Gershowitz, d'una família jueva immigrant d'origen rus.
Autor de cançons de consum i obres de teatre musical per a Broadway, en col·laboració amb el seu germà gran i escriptor Ira Gershwin, va compondre una òpera basada en jazz de gran èxit, Porgy and Bess (1935), i obres simfòniques, com Rhapsody in Blue (1924), el Concert en fa (1925) o Un americà a París (1928).
La cantant de jazz Ella Fitzgerald va gravar moltes de les cançons de Gershwin en un disc de 1959: Ella Fitzgerald Sings the George and Ira Gershwin Songbook. Altres intèrprets com ara Frank Sinatra, Billie Holiday, Miles Davis, John Coltrane, Herbie Hancock, Judy Garland o Nina Simone també han cantat i gravat les cançons de Gershwin.

## Els avantpassats
Gershwin era d'ascendència jueva ucraïnesa i lituana. El seu avi, Jakov Gershowitz, va néixer a Odessa i va exercir durant 25 anys com a mecànic per a l'Exèrcit Imperial rus per obtenir el dret de viatge i residència gratuïts com a jueu; finalment retirant-se a prop de Sant Petersburg. El seu fill adolescent, Moishe Gershowitz, va treballar com a tallador de cuir per a sabates de dona. Moishe Gershowitz va conèixer i es va enamorar de Roza Bruskina, la filla adolescent d'un adober de pells de Vílnius. Ella i la seva família es van mudar a Nova York l'hivern de 1891 a causa del creixent sentiment anti-jueu a Rússia, canviant el seu primer nom a Rose. Moishe, davant del servei militar obligatori si romania a Rússia, es va traslladar a Amèrica tan aviat com s'ho permeté després d'estalviar uns diners i amb la desaprovació de la seva família. Un cop a Nova York, va canviar el seu nom per Morris. Gershowitz va viure amb un oncle matern a Brooklyn, treballant com a encarregat en una fàbrica de sabates per a dones. Es va casar amb Rose el 21 de juliol de 1895 i Gershowitz aviat va americanitzar el seu cognom a Gershwine (inicialment acabat amb la lletra "e"), cosa habitual entre els immigrants russos. El seu primer fill, Ira Gershwin, va néixer el 6 de desembre de 1896, després de la qual cosa la família es va traslladar a l'avinguda Snediker de Brooklyn.

## Biografia

### Primers anys
El 26 de setembre de 1898, George va néixer com a segon fill de Morris i Rose Bruskin Gershwine al seu apartament de la segona planta del 242 de l'Avinguda Snediker de Brooklyn. Era el segon de quatre fills. El seu certificat de naixement l'identifica com a Jacob Gershwine, amb el cognom pronunciat “Gersh-vin” entre la comunitat d'immigrants russa i jueva. Només tenia un nom, en contra de la pràctica nord-americana de donar als nens dos noms. Va rebre el nom del seu avi. Aviat es va fer conegut com a George i va canviar l'ortografia del seu cognom a "Gershwin" al voltant del temps en què es va convertir en músic professional; altres membres de la família van seguir l'exemple del canvi de cognom. Després d'Ira i George, van néixer a la família un altre noi Arthur Gershwin (1900–1981) i una noia Frances Gershwin (1906–1999).
George va viure una vida infantil habitual als nens dels barris de Nova York: córrer amb els seus amics de la infantesa, patinar i fer malifetes pels carrers. Fins al 1908, no manifestava vocació artística com els seus germans i no li importava gens la música. Quan als deu anys, es va sentir intrigat en escoltar el recital de violí del seu company d'escola Maxie Rosenzweig. El so i la manera de tocar del company el van captivar i es van fer amics.

### Primera formació musical
El 1910 la família Gershowitz va adquirir un piano per a les lliçons musicals del seu germà gran Ira, però per a la sorpresa dels seus pares i el relleu d'Ira, va ser George qui va passar més temps tocant-lo.
Tot i que la seva germana petita Frances va ser la primera de la família a guanyar-se la vida amb els seus talents musicals, es va casar jove i es va dedicar a ser mare i mestressa de casa, i va renunciar a qualsevol moment seriós als esforços musicals. Després d'haver abandonat la seva carrera d'interpretació, va establir la pintura com a sortida creativa, que també havia estat un hobby que George va cultivar breument. Arthur Gershwin va seguir els camins de George i Ira, convertint-se també en compositor de cançons, musicals i obres de piano curtes.
Amb un cert grau de frustració, George va intentar assedegar la seva ànsia per aprendre amb diversos professors de piano durant uns dos anys (cap al 1911) abans de ser finalment introduït a Charles Hambitzer per Jack Miller (cap a 1913), el pianista de l'Orquestra Simfònica de Beethoven. Fins a la seva mort el 1918, Hambitzer va seguir sent el mentor musical de Gershwin i li va ensenyar la tècnica convencional del piano, el va introduir a la música de la tradició clàssica europea i el va encoratjar a assistir a concerts orquestrals simfònics. (Quan tornava a casa després d'un concert, el jove Gershwin intentava reproduir al piano la música que havia escoltat)
Més tard va estudiar amb el compositor Rubin Goldmark i amb l'avantguardista Henry Cowell.

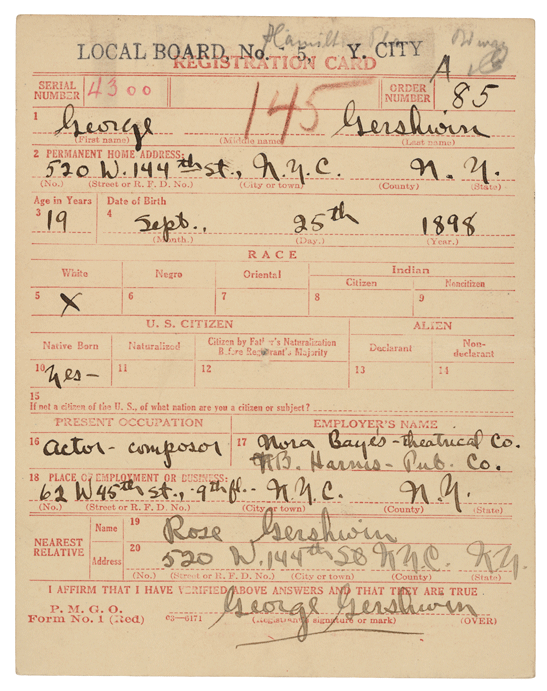
La targeta de registre George Gershwin, indica que va treballar com a actor i compositor a la ciutat de Nova York. La finalitat era de reclutament per a les forces militars estatunidenques per a la Gran Guerra. Hom poden llegir dues companyies per a les quals treballava en George entre 1917 i 1919: Nora Bayes Theatrical Co. i T13 Harris-Pub Co.

### Tin Pan Alley i Broadway, 1913–1923
Abandonà en 1914 els estudis de comerç que la família li havia forçat a cursar per desconfiança amb la carrera musical del fill, per tal de treballar en una editorial de música com a 
"plugger" o demostrador de cançons. El seu patró era Jerome H. Remick and Company, una empresa editorial amb seu a Detroit amb una sucursal al Tin Pan Alley de la ciutat de Nova York i en guanyava 15 dòlars a la setmana.
La seva primera cançó publicada va ser "When You Want 'Em, You Can't Get' Em, When You got got em, You Don't Want 'Em" el 1916 quan Gershwin només tenia 17 anys. Li va permetre guanyar 50 cèntims.
El 1916, Gershwin va començar a treballar per a la companyia Aeolian Company i per Standard Music Rolls a Nova York, enregistrant i arranjant. Va produir desenes, per no dir centenars, de rotlles amb noms propis i assumits (els pseudònims atribuïts a Gershwin inclouen Fred Murtha i Bert Wynn). També va gravar rodets de composicions pròpies per a pianos de reproducció automàtica de Duo-Art i Welte-Mignon (inventor de la pianola). A més de gravar rodets de piano, Gershwin va fer una breu incursió al Vodevil, acompanyant al piano amb Nora Bayes i Louise Dresser. La seva novetat d'estil ragtime de 1917, "Rialto Ripples", va ser un èxit comercial.
El 1919 va marcar el seu primer gran èxit nacional amb la seva cançó, "Swanee", amb paraules d'Irving Caesar. Al Jolson, un famós cantant de Broadway d'aquella època, va sentir Gershwin interpretar "Swanee" en una festa i va decidir cantar-lo en un dels seus espectacles.
A finals dels anys 1910, Gershwin va conèixer el compositor i director musical William Daly. Els dos van col·laborar en els musicals de Broadway "Piccadilly to Broadway "(1920) i "For Goodness 'Sake" (1922), i van compondre conjuntament la partitura de "Our Nell" (1923). Aquest va ser el començament d'una llarga amistat. Daly era un freqüent l'arranjador, orquestrador i director d'orquestra de la música de Gershwin, i Gershwin es dirigia periòdicament a ell per obtenir consells musicals.

### Musicals, Europa i la música clàssica, 1924–1928
El 1924, George i Ira van col·laborar en la comèdia musical Lady Be Good, que ja incloïa ritmes de jazz en les cançons "Fascinating Rhythm" i "The Man I Love." Va ser seguida de Oh, Kay! (1926); Funny Face (1927); Strike Up the Band (1927 i 1930); Girl Crazy (1930), que inclou la peça "I Got Rhythm"; i Of Thee I Sing (1931), la primera comèdia musical que va obtenir un Premi Pulitzer. El mateix any, Gershwin va compondre la primera obra per a concert, Rhapsody in Blue per a piano i orquestra, que va ser estrenada per la banda de Paul Whiteman a Nova York. Aquesta és possiblement la seua obra més difosa.
Gershwin va fer una breu estada a París on va compondre Un americà a París (An American in Paris). Aquesta obra va rebre crítiques contradictòries. Encara que va admirar molt la música francesa i en va rebre la seua influència, va romandre fidel al seu estil netament americà.
Era una persona generosa, càlida i amical, però també una mica vanitós i egoista. El seu amic i concertista de piano Oscar Levant va preguntar-li una vegada: "George, si nasqueres de nou, tornaries a enamorar-te de tu mateix una altra vegada?"
A principis de l'any 1937, Gershwin va començar a patir migranyes i una impressió recurrent d'estar olorant cautxú cremat; havia desenvolupat un tumor cerebral. Va morir a Hollywood, on estava traballant en la música de 'Goldwyn Follies', l'11 de juliol de 1937, a la sala d'operacions, mentre l'estaven operant del tumor cerebral. Només tenia 38 anys.
Gershwin va mantenir una relació amorosa durant 10 anys amb la compositora Kay Swift, sobre l'obra de la qual va influir notablement. El títol de la comèdia musical 'Oh, Kay' és un homenatge a la compositora. Després de la mort de Gershwin, Swift va arranjar algunes de les seues composicions i va col·laborar amb el seu germà Ira en diversos projectes. Gershwin també va tenir una relació amb l'actriu francesa Simone Simon.

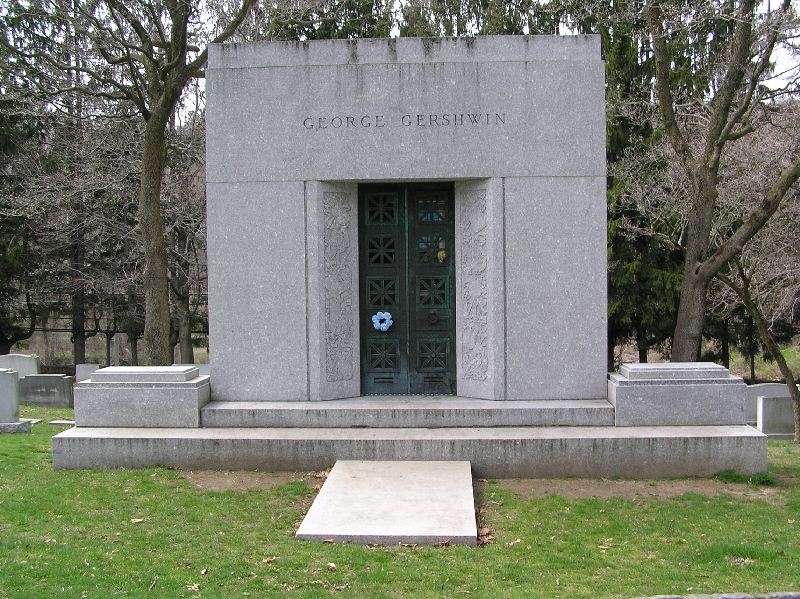
Mausoleu d'en George Gershwin en el Cementeri de Westchester Hills.

Gershwin va morir sense deixar testament, i tots els seus drets van ser heretats per sa mare. Està enterrat al cementeri de Westchester Hills Cemetery, a Hastings-on-Hudson, Nova York. La música de Gershwin continua produint significatives regalies. Els drets d'autor de les seues obres expiren l'any 2007 a la Unió Europea i entre 2019 i 2027 als Estats Units d'Amèrica.

## Estil i influències
Gershwin va rebre una forta influència de la música francesa de les primeries del segle xx. En conèixer Maurice Ravel va pregar-li que l'acceptara com alumne de composició. Ravel li va contestar: Per què voleu ser un mal Ravel quan podeu ser el millor Gershwin? Ravel ja s'havia declarat impressionat pel geni de Gershwin, declarant, Personalment trobe el jazz molt interessant: els ritmes, la manera de manipular les melodies, les mateixes melodies... He escoltat les obres de Gershwin i les trobe captivadores. La tècnica orquestral de Gershwin recorda a Ravel, mentre que els dos concerts per a piano de Ravel evidencien la influència de Gershwin. També Gershwin va demanar lliçons a Ígor Stravinski, però quan aquest va assabentar-se dels diners que Gershwin havia guanyat li va replicar: I no podria vostè donar-me lliçons de com ho ha aconseguit?
El Concert per a piano en fa va ser molt criticat pel seu arrelament en el post-romanticisme de Serguei Rakhmàninov o fins i tot en l'obra de Claude Debussy, quan s'esperava una obra basada en ritmes i melodies jazzístiques.
Gershwin es va mostrar encuriosit per l'obra d'Alban Berg, Dmitri Xostakóvitx, Ígor Stravinski, Darius Milhaud i Arnold Schönberg.
Les ensenyances que va rebre del professor de composició Joseph Schillinger van proveir-lo de mètode per a la composició simfònica. Després de l'èxit pòstum de l'òpera Porgy and Bess, Schillinger va reivindicar que havia tingut una directa i important influència en la supervisió de la composició de l'òpera; no obstant, Ira va negar absolutament que el seu germà hi haguera rebut cap tipus d'assistència. En un estudi de l'alumne de Schillinger Vernon Duke es fa palès que si bé Gershwin va demanar a Schillinger la supervisió de moltes de les seues obres, Porgy no sembla trobar-se entre aquestes. Malgrat tot, la influència indirecta de Schillinger, com a professor de Gershwin es fa palesa en l'orquestració de l'òpera, encara que també hi ha passatges que probablement el mestre no hauria aprovat.
Potser la principal aportació de Gershwin haja estat la introducció del jazz en la música de concert.

## Composicions
Orquestral
- Rhapsody in Blue per a piano i orquestra (1924)
- Concert en fa per a piano i orquestra (1925)
- Un americà a París per a orquestra (1928)
- Dream Sequence/The Melting Pot per a cor i orquestra (1931)
- Second Rhapsody per a piano i orquestra (1931), originalment titulada Rhapsody in Rivets
- Cuban Overture per a orquestra (1932), originalment titulada Rumba
- Marxa de "Strike Up the Band" per a orquestra (1934)
- Variations on "I Got Rhythm" per a piano i orquestra (1934)
- Catfish Row per a orquestra (1936), una suite basada en la música de Porgy and Bess
- Shall We Dance (1937), banda sonora amb un ballet de llargmetratge

Piano sol
- Tres Preludis (1926)
- George Gershwin's Song-book (1932), arranjaments per a piano sol de 18 cançons

Òperes
- Blue Monday (1922), òpera d'un acte
- Porgy and Bess (1935) al Colonial Theatre de Boston[12]

Musicals a Londres
- Primrose (1924)

Musicals a Broadway
- George White's Scandals (1920–1924), amb l'òpera d'un acte Blue Monday inclosa en una etapa
- Lady, Be Good (1924)
- Tip-Toes (1925)
- Tell Me More! (1925)
- Oh, Kay! (1926)
- Strike Up the Band (1927)
- Funny Face (1927)
- Rosalie (1928)
- Treasure Girl (1928)
- Show Girl (1929)
- Girl Crazy (1930)
- Of Thee I Sing (1931)
- Pardon My English (1933)
- Let 'Em Eat Cake (1933)
- My One and Only (1983), un musical original del 1983 amb cançons prèviament compostes per Gershwin
- Crazy for You (1992), una revisió de Girl Crazy
- Nice Work If You Can Get It (2012), un musical amb partitura de George i Ira Gershwin
- An American in Paris, un musical presentat a Broadway entre abril del 2015 i octubre del 2016

Pel·lícules per a les quals Gershwin va escriure partitures originals
- Delicious (1931), una versió inicial de la Second Rhapsody i una altra seqüència musical utilitzades en aquesta pel·lícula; la resta va ser rebutjada per l'estudi
- Shall We Dance (1937), partitura orquestral original de Gershwin, sense gravacions disponibles en estèreo modern; algunes seccions mai no han estat enregistrades (Nominada a l'Oscar a la millor cançó original: They Can't Take That Away from Me)
- A Damsel in Distress (1937)
- The Goldwyn Follies (pel·lícula de 1938), estrenada pòstumament
- The Shocking Miss Pilgrim (1947), amb cançons inèdites prèviament